# Trilepida dugandi
Espèce
Synonymes
- Leptotyphlops dugandi Dunn, 1944
- Tricheilostoma dugandi (Dunn, 1944)

Trilepida dugandi est une espèce de serpents de la famille des Leptotyphlopidae.

## Répartition
Cette espèce est endémique du département d'Atlántico en Colombie.

## Étymologie
Cette espèce est nommée en l'honneur d'Armando Dugand (1906–1971).

## Publication originale
- Dunn, 1944 : A review of the Colombian snakes of the families Typhlopidae and Leptotyphlopidae. Caldasia, vol. 3, no 11, p. 47-55 (texte intégral).